# ヘラクレス (エウリピデス)
『ヘラクレス』（ヘーラクレース、希: Ἡρακλῆς, Hēraklēs、羅: Hercules）は、古代ギリシアのエウリピデスによるギリシア悲劇の1つ。
ヘラクレスの妻であるテーバイ王クレオンの娘メガラとその子どもたち、そして養父アムピトリュオーンが、テーバイの王権を簒奪したリュコスに命を狙われているところに、ヘラクレスが帰還しそれを阻止するが、狂気の女神リュッサに取り付かれたヘラクレス自身が彼ら家族を殺してしまうという物語が、ヘラクレスの館を舞台に描かれる。
上演年は分かっていない。紀元前416年頃の作品と推定される。

## 日本語訳
- 『ギリシア悲劇全集 第3巻 エウリピデス篇Ⅰ』 岡道男訳、人文書院、1960年
- 『世界古典文学全集9　エウリピデス』 川島重成・金井毅訳、筑摩書房、1965年
  - 新版『ギリシア悲劇Ⅲ エウリピデス（上）』ちくま文庫、1986年
- 『ギリシャ悲劇全集Ⅲ エウリーピデース編Ⅰ』 内山敬二郎訳、鼎出版会、1977年
- 『ギリシア悲劇全集6　エウリーピデースⅡ』 -「ヘーラクレース」 内田次信訳、岩波書店、1991年
- エウリピデス『悲劇全集 3』丹下和彦訳、京都大学学術出版会〈西洋古典叢書〉、2014年

## 翻案
- 『狂えるヘルクルス』 小川正廣訳、〈西洋古典叢書 セネカ悲劇集1〉京都大学学術出版会、1997年